# Australocarcinus riparius
Australocarcinus riparius is een krabbensoort uit de familie van de Chasmocarcinidae. De wetenschappelijke naam van de soort is voor het eerst geldig gepubliceerd in 1988 door Davie.